# زارما کاسیوا
زارما کاسیوا (انگلیسی: Zarema Kasaeva؛ زادهٔ ۲۵ فوریه ۱۹۸۷) وزنه‌بردار زن اهل روسیه است.
وی در مسابقات کشوری و بین‌المللی در مجموع برندهٔ ۲ مدال طلا، ۳ مدال برنز شده‌است.